# Front Ampli (Xile)
El Front Ampli (acrònim: FA; en castellà, Frente Amplio) va ser una coalició política xilena formada per partits i moviments polítics d'esquerra, liberals igualitaris i ciutadans que es plantejaven superar la dicotomia del bipartidisme xilè, conformada per la Nova Majoria i Chile Vamos.
Fundada el 21 de gener de 2017, en formaven part Comunes, Convergència Social, Partit Liberal de Xile i Revolució Democràtica. El 19 d'abril de 2024 a causa d'una crisi interna en la coalició i els problemes en Revolució Democràtica es va iniciar el procés de fusió dels seus partits integrants, arribant-se a legalitzar com a partit l'1 de juliol de 2024.

## Composició
En la seva darrera etapa, el Front estava compost per:
| Partit                | Castellà                    | Líder         | Diputats | Senadors |
| --------------------- | --------------------------- | ------------- | -------- | -------- |
| Revolució Democràtica | Revolución Democrática (RD) | Diego Vela    | 7 / 155  | 1 / 43   |
| Convergència Social   | Convergencia Social (CS)    | Diego Ibáñez  | 10 / 155 | 0 / 43   |
| Comuns                | Comunes                     | Marco Velarde | 4 / 155  | 0 / 43   |
| Plataforma Socialista | Plataforma Socialista       | Jorge Arrate  | 0 / 155  | 0 / 43   |

### Antics membres
Durant l'existència del Front, hi van participar altres partits com:
| Partit                      | Castellà                             |
| --------------------------- | ------------------------------------ |
| País                        | PAIS                                 |
| Esquerra Llibertària        | Izquierda Libertaria (IL)            |
| Partit Igualtat             | Partido Igualdad (PI)                |
| Partit Humanista            | Partido Humanista (PH)               |
| Partit Liberal de Xile      | Partido Liberal (PL)                 |
| Partit Ecologista Verd      | Partido Ecologista Verde (PEV)       |
| Moviment Democràtic Popular | Movimiento Democrático Popular (MDP) |

## Resultats electorals

### Eleccions presidencials
| Any  | Candidat        | 1a volta  | 1a volta    | 2a volta  | 2a volta    | Resultat |
| Any  | Candidat        | Vots      | %           | Vots      | %           | Resultat |
| ---- | --------------- | --------- | ----------- | --------- | ----------- | -------- |
| 2017 | Beatriz Sánchez | 1.336.161 | 20,27 / 100 | -         | -           | Derrota  |
| 2021 | Gabriel Boric   | 1.814.777 | 25,83 / 100 | 4.620.890 | 55,89 / 100 | Electe   |

### Eleccions parlamentàries
| Any  | Diputats | Diputats | Diputats | Senadors | Senadors | Senadors |
| Any  | Vots     | %        | Escons   | Vots     | %        | Escons   |
| ---- | -------- | -------- | -------- | -------- | -------- | -------- |
| 2017 | 988.909  | 16.5     | 20 / 155 | 184.168  | 11.07    | 1 / 43   |
| 2021 | 912.087  | 14.41    | 23 / 155 | 387.799  | 8.33     | 0 / 43   |

### Eleccions municipals
| Any  | Alcaldes | Alcaldes | Alcaldes | Regidors | Regidors | Regidors    |
| Any  | Vots     | %        | Escons   | Vots     | %        | Escons      |
| ---- | -------- | -------- | -------- | -------- | -------- | ----------- |
| 2021 | 494.437  | 7,8      | 12 / 345 | 554.484  | 9,14     | 132 / 2.240 |